# Изидор Цанкар
Изидор Цанкар (Шид, 22. април 1886 — Љубљана, 22. септембар 1958) био је словеначки историчар уметности, критичар, књижевник и политичар.

## Биографија
Изидор Цанкар, рођен је 1886. у Шиду. Гимназију и богословију учио је у Љубљани 1909 године, естетику и историју уметности студирао на универзитету у Левену и Бечу, где је 1913. добио докторат филозофије дисертацијом о барокном сликару Јулију Кваљу. Након завршених студија бавио се публицистиком. Од 1914-1919. уређивао је књижевну ревију Dom in svet, 1918-1919. био је уредник дневника Slovenec. 
Од 1920. на универзитету у Љубљани био је доцент, ванредни и редовни професор историје уметности, члан Словенске академије знаности и умјетности. 
Од 1936. био је југословенски посланик у Аргентини, затим у Канади 1942-1944. У Шубашићевој влади министар просвете и министар пошта, телеграфа и телефона, а затим посланик у Атини 1945-1946. (Енциклопедија Југославије, том II, Лексикографски завод ФНРЈ, Загреб 1956, pp. 322).
На словеначки језик превео је низ дела енглеских писаца: Свифта, Дикенса, Текерија, Луиса...
Године 1950. Изидор одлази у пензију као универзитетски професор, 1953. године постаје редован члан САЗУ.